# زن ترنس

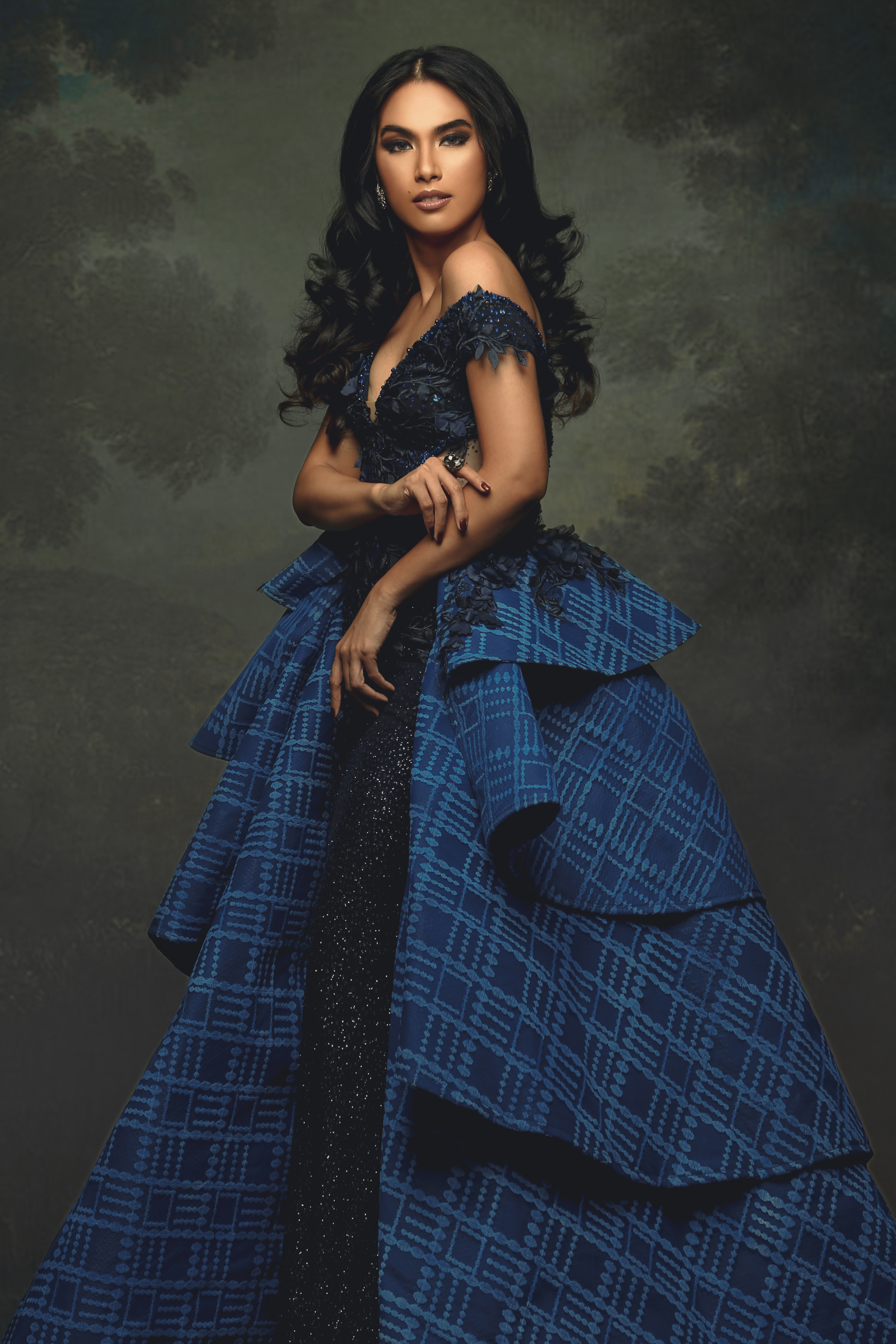
ملا حابیجان، دوشیزه ترنس جهانی ۲۰۲۰

زن ترنس یا ترازن (به انگلیسی: trans woman) به فردی گفته می‌شود که جنسیت انتسابی زمان تولد او مرد بوده است ولی بعداً خود را زن هویت‌یابی می‌کند. این افراد در مراحل گذار جنسیت خود ممکن است دست به آشکارسازی بزنند، نام و پوشش خود را تغییر دهند یا در مواردی از آشفتگی جنسیتی نیازمند مداخلات پزشکی مثل هورمون‌تراپی یا جراحی تطبیق و بازتایید جنسیت باشند تا به هویت جنسیتی خود نزدیک شوند. زنان ترنس در بسیاری از موقعیت‌های زندگی مثل روابط خانوادگی، اشتغال، تحصیل و دسترسی به مسکن درگیر با تبعیض و اشکال مختلف تراجنسیت‌هراسی هستند.

## واژه‌شناسی
در گذشته از عبارت مرد به زن (MTF) به جای زن ترنس استفاده می‌شد. زنان ترنس، زن هستند، به همین دلیل عبارت مرد به زن ترنس به نوعی توهین به آنان است و استفاده از آن مگر در کاربردهای پزشکی منسوخ شده است.
اصطلاح «زن تراجنسیتی» همیشه با «زن تراجنسی» یکی نیست، هرچند اغلب در یک معنای واحد استفاده می‌شوند. تراجنسیتی اصطلاحی چتری است که شامل افراد با هویت جنسیتی مختلف (از جمله افراد تراجنسی) می‌شود.

## گذار جنسیت
گذار جنسیت فرایند هم‌سوکردن ویژگی‌های جنسی فرد با هویت جنسیتی است. که روش‌های مختلفی برای آن وجود دارد:
- گذار اجتماعی: آشکارسازی، تغییر نام، تغییر پوشش و …
- گذار حقوقی: تغییر نام در اسناد حقوقی و مدارک شناسایی و تغییر نشانگر جنسی
- گذار پزشکی: دریافت هورمون جنسی و جراحی تطبیق و بازتایید جنسیت

### دریافت هورمون جنسی جایگزین
می‌توان گفت اصلی‌ترین نیاز پزشکی زنان ترنس مصرف هورمون استروژن است، مصرف هورمون‌های جایگزین می‌تواند صفات ثانویه جنسی منتسب به زنان (مانند رشد پستان و توزیع چربی زنانه) را در زنان ترنس ایجاد کند. در برخی موارد از آشفتگی جنسیتی شدیدتر این مداخلات ممکن است با جراحی تطبیق و بازتایید جنسیت همراه شود.

### جراحی‌های تطبیق و بازتایید جنسیت
جراحی‌های تطبیق و بازتایید جنسیت برای زنان ترنس شامل :ارکیدکتومی، واژینوپلاستی و لابیاپلاستی می‌شود. علاوه بر عمل‌های اصلی تغییر در اندام جنسی ممکن است بزرگ کردن پستان و درون‌کاشت پستان نیز به درخواست فرد انجام شود. این افراد برای داشتن زندگی راحت‌تر در صورت تمایل جراحی مؤنث‌سازی چهره، عمل‌های تغییر صدا و تراشیدن سیب گلو را انجام دهند.
زنان ترنس لزوماً تمام جراحی‌های بالا را انجام نمی‌دهند و ممکن است فردی هیچ، همه یا بعضی از اقدامات را انجام دهد.

## پذیرش زنان ترنس توسط زنان هم‌سوجنسی
این موضوع همچنان بین زنان ترنس و گروه‌های فمینیستی چالش‌برانگیز است. با وجود اینکه امروز بخش بزرگی از زنان فمینیست، زنان ترنس را به‌عنوان زن می‌شناسند اما همچنان برخی از فمینیست‌های رادیکال زنان تراجنسیتی را زن نمی‌دانند. شاید بارزترین مصادق این رویکرد، رفتار تبعیض‌آمیز فمینیست‌ها در برابر زن ترنس حاضر در جشنواره موسیقی زنان میشگان (یک جشنواره فمینیستی) باشد. در سال ۱۹۹۰ نانسی بورک‌هولدر که یک زن ترنس بود از از این جشنواره اخراج شد و پس از آن، این جشنواره در قوانین خود نوشت «زن فقط زن متولد می‌شوند». این اتفاق با اعتراض بخشی از فمینیست‌ها و زنان ترنس روبه‌رو شد
این اتفاقات موجب شکل‌گیری جریان‌های جدید فمینیسم مثل ترنس‌فمینیسم و کوییرفمینیسم شد. این جنبش‌ها توسط زنان فمینیست-کوییر، برای زنان ترنسی که آزادی خود را ذاتاً مربوط به آزادی همه زنان می‌دانند، تشکیل شد."

## گرایش جنسی زنان ترنس
زنان ترنس ممکن است دگرجنس‌گرا، همجنس‌گرا، دوجنس‌گرا، همه‌جنس‌گرا یا بی‌جنس‌گرا باشند. بررسی روی گرایش جنسی حدود ۳۰۰۰ «زن ترنس آمریکایی» نشان داد که ۳۱٪ از آن‌ها دوجنس‌گرا، ۲۹٪ "همجنس‌گرا، ۲۳٪ دگرجنس‌گرا، ۷٪ بی‌جنس‌گرا و ۷٪ خود را کوییر معرفی کردند.

## اسامی زنان ترنس سرشناس

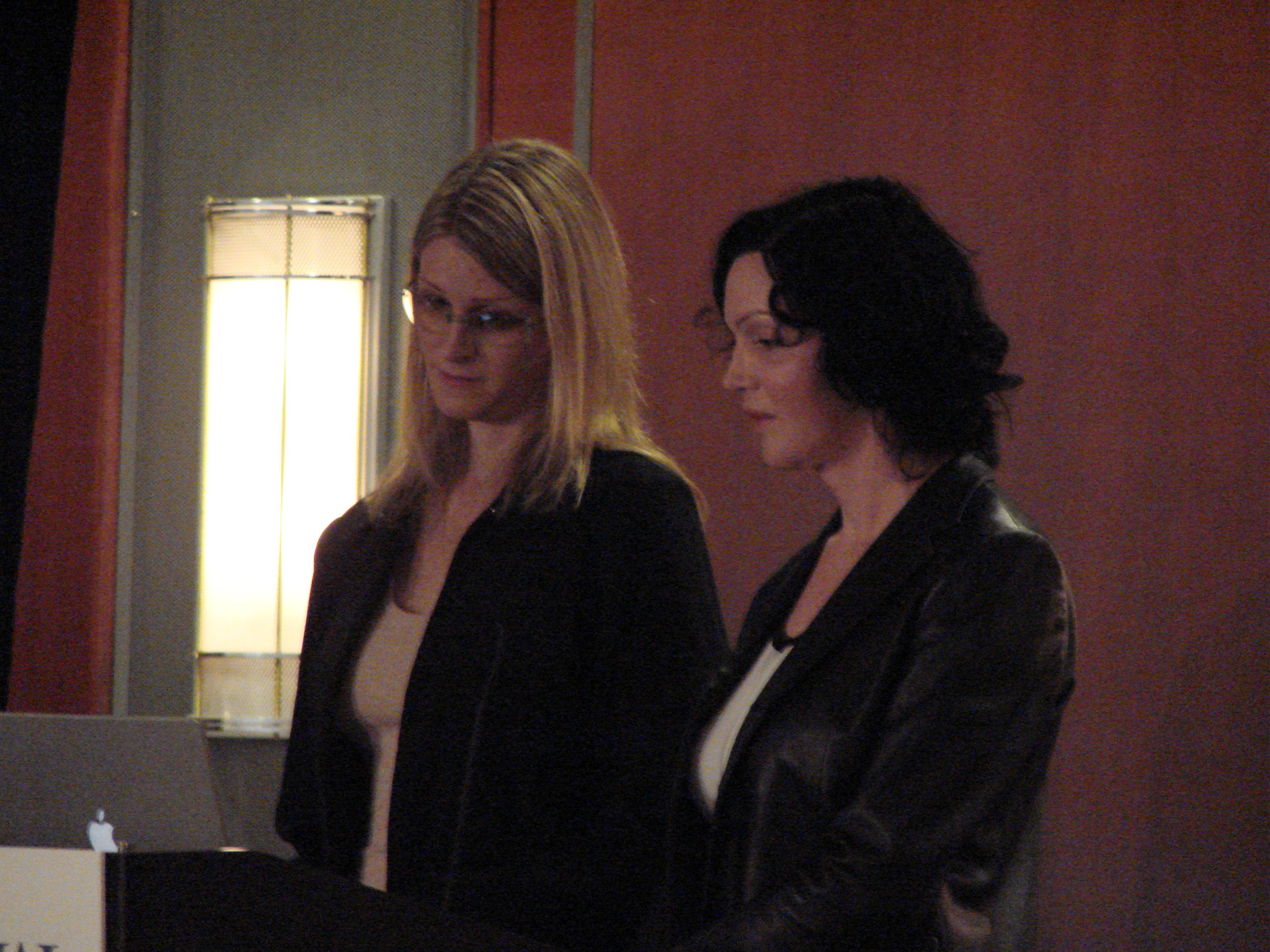
کالپرنیا آدامز و آندره‌آ جیمز دو زن ترنس بازیگر و فعال این حوزه